# Aeroportul Gorgan
Aeroportul Gorgan (IATA: GBT, ICAO: OING) este un aeroport din Gorgan, Central District⁠(d), Gorgan County⁠(d), Golestan Province⁠(d), Iran ce deservește zona Gorgan. Aeroportul a fost tranzitat în 2012 de 260.809 pasageri.
Situat la o altitudine de −7 m, aeroportul dispune de o singură pistă. Este operat de Iranian Airports Holding Company⁠(d).